# Sesta colonna
Sesta colonna (intitolato originariamente Sixth Column o anche The Day After Tomorrow) è un romanzo di fantascienza del 1941 di Robert A. Heinlein, pubblicato in Italia anche con il titolo di La sesta colonna.

## Storia editoriale
Heinlein scrisse la prima bozza del racconto, intitolato provvisoriamente Six Against the Empire, in tre settimane in un caldo ed umido agosto di Chicago nel 1940, ampliando un'idea che l'editore John W. Campbell gli aveva fornito, smorzando i toni razzisti del soggetto, spostando il fulcro della storia sul conflitto tra culture piuttosto che sul conflitto tra razze. Per sottolineare maggiormente questo aspetto, Heinlein introdusse il personaggio di Frank Mitsui, un nisei che si batte eroicamente al fianco degli statunitensi. Il titolo del racconto fu cambiato dallo scrittore in Sixth Column prima di inviarlo all'editore Campbell che lo pubblicò in tre puntate dal gennaio al marzo 1941, sulla rivista Astounding Science Fiction firmandolo con lo pseudonimo di Anson MacDonald. Sempre nel gennaio del 1941 Campbell informò l'autore di aver spedito il manoscritto del romanzo a un produttore radiofonico di Chicago che era alla ricerca di un soggetto per un radiodramma. Il progetto, tuttavia, non andò in porto.
Il romanzo venne ripubblicato in volume nel 1949 dall'editore britannico "Gnome Press" in una versione revisionata l'anno precedente, con i toni razzisti ulteriormente smorzati e stavolta firmata con il vero nome dell'autore e non con uno pseudonimo. Lo scrittore chiese a Campbell se volesse essere citato tra gli autori dell'opera o se avesse voluto una quota dei diritti, visto che il romanzo era stato scritto seguendo un suo canavaccio; Campbell declinò tuttavia l'offerta.
Nel 1951 il romanzo fu pubblicato in volume negli Stati Uniti con il titolo The Day After Tomorrow; il cambio dell'intitolazione voleva rimuovere ogni riferimento alla Seconda Guerra Mondiale, tema non più di attualità.

## Trama
Gli Stati Uniti sono stati conquistati e invasi dai Panasiatici, una combinazione di Cinesi e Giapponesi. I conquistatori hanno assorbito l'Unione Sovietica dopo esserne stati attaccati e hanno proseguito annettendosi l'India. Gli invasori sono rappresentati come senza pietà e crudeli: schiacciano un tentativo di ribellione uccidendo 150.000 civili americani come punizione, eliminano intere famiglie al minimo accenno di disubbidienza e hanno vietato la stampa e ogni manifestazione culturale.
Il maggiore Whitey Ardmore, dei servizi segreti statunitensi, si reca nel laboratorio di ricerca segreto nascosto tra le montagne del Colorado, denominato la "Cittadella". Il laboratorio è l'ultima risorsa dell'Esercito degli Stati Uniti dopo la sua sconfitta da parte dei Panasiatici. Ardmore, giunto sul luogo, lo trova semi-deserto. Tutti i membri del personale, tranne sei persone, sono improvvisamente morti a causa di forze letali generatesi a seguito di un esperimento. Il cosiddetto "effetto Ledbetter" dal nome dello scienziato che lo ha scoperto, ha consentito di accedere a un nuovo settore della fisica e di scoprire le forze dello spettro magneto-gravitico o elettro-gravitico fino ad allora sconosciute. Il dottor Ledbetter è morto nell'incidente e gli scienziati superstiti si riorganizzano sotto Ardmore, che prende il comando della struttura in quanto più alto in grado in servizio permanente. Le ricerche continuano, coordinate dal colonnello Calhoun; si scopre che utilizzando l'effetto Ledbetter è possibile uccidere selettivamente le persone rilasciando la pressione interna delle loro membrane cellulari: l'inavvertita attivazione di una delle macchine sperimentali, aveva causato la morte della maggior parte degli ospiti della Cittadella. Tra le armi sviluppate vi è un raggio che uccide le persone appartenenti a una determinata razza, lasciando indenni le altre. Molte altre applicazioni pratiche delle scoperte potrebbero essere utilizzate contro i Panasiatici ma l'esiguo numero delle forze di resistenza sconsiglia un attacco diretto. La pratica degli invasori di punire ogni attacco giustiziando brutalmente migliaia di civili, induce Ardmore a progettare un piano alternativo. Notando che i Panasiatici hanno permesso la libera pratica delle religioni, gli statunitensi fondano la falsa chiesa del Signore Mota con lo scopo di preparare la resistenza, una quinta colonna che per la sua peculiarità prende il nome di "sesta colonna".
Ardmore organizza attività di spionaggio, utilizzando l'esperienza del soldato Jeff Thomas, rapidamente promosso al grado di ufficiale; vengono segretamente reclutate centinaia di persone, camuffate da esponenti della nuova religione e equipaggiate con uno strumento, il cosiddetto "bordone" che racchiude in sé la letale tecnologia di recente scoperta. Grazie alla nuova tecnologia, vengono eretti centinaia di templi nelle maggiori città degli Stati Uniti all'interno dei quali, segretamente, si assemblano armi e si organizza l'attacco contro il nemico. Il comandante in capo dell'invasione, il crudele "Principe Reale", inizialmente tollera la diffusione della nuova Chiesa e ordina ai suoi uomini di non interferire con il culto ma, quando inizia a capire di aver dato troppa libertà agli statunitensi, accorgendosi che uno strano fenomeno non permette ai Panasiatici di varcare le porte dei templi del Signore Mota, ordina l'arresto di tutti i religiosi e dei fedeli. Ardmore, che inizialmente voleva attendere che tutti i suoi uomini fossero equipaggiati con le nuove armi e che il numero dei partigiani fosse superiore a quello degli invasori, è costretto ad anticipare i tempi e a ordinare a tutte le cellule dislocate sul territorio di attaccare contemporaneamente. L'utilizzo delle nuove armi spiazza il nemico che è incapace di reagire adeguatamente; il piano ha successo e i Panasiatici vengono decimati e sconfitti. Il Principe Reale, resosi conto di essere stato raggirato, si suicida per la vergogna.

## Personaggi
Whitey ArdmoreMaggiore dei servizi segreti statunitensi. Prende il comando del centro di ricerche denominato "Cittadella". Ex pubblicitario, grazie alla sua formazione, organizza un ingegnoso piano di resistenza contro gli invasori Panasiatici.
Lowell CalhounMatematico universitario è stato richiamato in servizio con il grado di colonnello. Temporaneamente a capo della Cittadella, dopo la morte del fisico Ledbetter e prima dell'assunzione del comando da parte di Ardmore.
Jefferson "Jeff" ThomasSoldato semplice, capitato per caso nella Cittadella prima dell'incidente e trattenuto per sicurezza. Risulterà essere un ricercatore di sociologia, laureato all'Università di Harvard e per lungo tempo un nomade per esigenze di studio. La sua esperienza lo renderà prezioso per le azioni di spionaggio.
Randall BrooksBiologo e biochimico, richiamato in servizio nella Cittadella con il grado di maggiore. Uno dei sei sopravvissuti all'incidente nel centro di ricerche.
Robert WilkieFisico specializzato in energie radianti, sopravvissuto all'incidente nella Cittadella.
Herman ScheerSergente del genio militare, uno dei sei sopravvissuti all'incidente della Cittadella nel centro di ricerche.
Edward GrahamSoldato scelto è il cuoco della Cittadella, sopravvissuto all'incidente.
Frank Roosvelt MitsuiStatunitense di origini cinesi e wahini, la sua famiglia è stata sterminata dai Panasiatici. In cerca di vendetta, si offre volontario per pericolosi esperimenti per trovare un'arma contro gli invasori.
Principe RealeL'autorità a capo delle truppe d'invasione Panasiatiche. Crudele e di carattere sprezzante e arrogante, verrà facilmente ingannato da Ardmore.

## Edizioni
- (EN) Robert A. Heinlein con lo pseudonimo di Anson MacDonald, Sixth Column 1/3, in Astounding Science Fiction, Vol. 26 nº 6, Street & Smith Publications, Inc., gennaio 1941.
- (EN) Robert A. Heinlein con lo pseudonimo di Anson MacDonald, Sixth Column 2/3, in Astounding Science Fiction, Vol. 27 nº 1, Street & Smith Publications, Inc., febbraio 1941.
- (EN) Robert A. Heinlein con lo pseudonimo di Anson MacDonald, Sixth Column 3/3, in Astounding Science Fiction, Vol. 27 nº 2, Street & Smith Publications, Inc., marzo 1941.
- (EN) Robert A. Heinlein, Sixth Column: A Science Fiction Novel of Strange Intrigue, Gnome Press, 1949.
- (EN) Robert A. Heinlein, The Day After Tomorrow, Signet, 1951.
- Robert A. Heinlein, La sesta colonna, traduzione di Lella Pollini, Galassia, n. 24, La Tribuna, 1962,  p. 144.
- Robert A. Heinlein, Sesta colonna, traduzione di Riccardo Valla, Cosmo Oro, n. 11, Editrice Nord, 1974,  p. 260, ISBN 88-429-0308-6.
- Robert A. Heinlein, Sesta colonna, in Cittadino della galassia - Sesta colonna, traduzione di Riccardo Valla, Grandi Scrittori di Fantascienza, Euroclub, 1979,  p. 556.